# Cenere volante

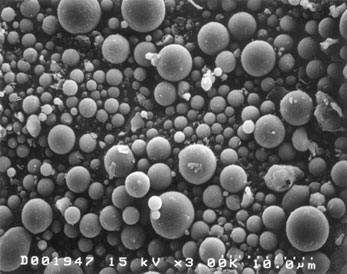
particelle di cenere volante viste al microscopio

Le ceneri volanti si ottengono come sottoprodotto della combustione di carbone polverizzato nelle centrali termoelettriche.

## Produzione industriale
Sono costituite dal solido particellare che viene separato dai fumi di combustione per mezzo di filtri elettrostatici o meccanici.

A causa delle elevate temperature a cui si formano (circa 1400 °C), le impurità minerali presenti nel carbone (quarzo, pirite, argilla, ecc.) fondono, formando piccole goccioline che poi, trascinate fuori dalla caldaia dai fumi, subiscono un brusco raffreddamento e solidificano sotto forma di microparticelle di forma sferoidale che presentano una struttura in prevalenza vetrosa (silice amorfa) e quindi reattiva.

L'impianto di abbattimento delle polveri (es. filtri elettrostatici) provvede a separare dai fumi di combustione le ceneri, le quali vengono inviate verso i silos di stoccaggio.

## Composizione chimica
Come la pozzolana naturale, le ceneri volanti, dal punto di vista chimico, sono costituite in prevalenza da:
- silice
- allumina
- ossido di ferro - Fe2O3

tutti composti che reagiscono a temperatura ambiente con la calce generando prodotti di idratazione del tutto simili a quelli che si ottengono durante l'idratazione del cemento Portland.
Pertanto, come la pozzolana, le ceneri volanti hanno un comportamento pozzolanico.

## Caratteristiche
Le ceneri volanti si presentano come una polvere di colore grigio, costituita da particelle sferiche vetrose il cui diametro è compreso tra 1 e 100 µm, e area superficiale specifica tra 3000 e 6000 cm²/g.
Le particelle possono esser piene, o più spesso porose, e la loro forma sferica favorisce la lavorabilità e la pompabilità dell'impasto.
Grazie al loro contributo fisico (filler) e chimico (comportamento pozzolanico), le ceneri volanti garantiscono calcestruzzi più compatti, impermeabili e duraturi nel tempo.

## Proprietà
Le ceneri volanti, nei calcestruzzi, oltre ad agire come filler (contributo fisico) grazie alla finezza dei suoi componenti, molto inferiori a quelli costituenti il cemento, danno soprattutto un contributo chimico grazie al loro comportamento pozzolanico e, pertanto, prendono parte alla reazione di idratazione del cemento, apportando un contributo sostanziale alla formazione dei prodotti di idratazione e quindi alle caratteristiche della pasta cementizia.
L'utilizzo della cenere volante al posto di una parte di cemento Portland garantisce i seguenti vantaggi principali:
- minor sviluppo di calore durante l'idratazione, poiché nella miscela è presente una più bassa percentuale di composti del Portland che producono il maggior calore di idratazione, quali l'alluminato tricalcico e il silicato tricalcico;
- maggiore impermeabilità, poiché viene prodotto un minor tenore di idrossido di calcio[1] che può essere dilavato, divenendo causa di porosità nella matrice cementizia;
- maggiore fluidità dell'impasto fresco e pertanto rapporti a/c più bassi, questo permetted i ottenere una maggiore resistenza meccanica finale del conglomerato.

Come inconveniente, le ceneri volanti rallentano lo sviluppo iniziale della resistenza del calcestruzzo (1-7 giorni) ma contribuiscono al guadagno di resistenza finale.

## Tipologie
La cenere volante può avere natura silico-alluminosa o silico-calcarea.
Secondo la norma UNI EN 197/1, riguardante la composizione dei cementi comuni, in base alla loro natura, si individuano due tipologie di ceneri volanti:
- la cenere volante silicea (o di classe F secondo la ASTM C618): residuo della combustione di carboni bituminosi o dell'antracite ed è la cenere volante disponibile in Italia. È costituita essenzialmente da SiO2 (silice) e Al2O3 (allumina) reattivi. Si presenta sotto forma di polvere finissima con attività pozzolanica. la proporzione di CaO (ossido di calcio) reattivo deve essere ≤ 5% in massa mentre il tenore di silice reattiva deve essere ≥ del 25% in massa. La cenere volante di classe F è quella più usata nel calcestruzzo. La cenere silicea viene indicata dalla norma UNI EN 197/1 con la lettera V;
- la cenere volante calcica (o di classe C secondo la ASTM C618): residuo della combustione della lignite e dei carboni sub-bituminosi. Non è disponibile in Italia (è stata immessa sul mercato negli Stati Uniti, Canada, Polonia, Grecia e qualche altra nazione). Contiene essenzialmente allumina, silice e ossido di calcio reattivi. Si presenta sotto forma di polvere finissima con proprietà idrauliche (dovuta alla presenza di calce) e pozzolaniche (dovuta alla presenza di allumina e silice reattive). L'ossido di calcio reattivo deve essere ≥ 5% in massa. Se i valori di ossido di calcio sono compresi tra il 5 e il 15% la cenere volante calcica deve avere un tenore di silice  ≥25% in massa. Per valori > del 15% la cenere volante calcica deve mostrare una resistenza alla compressione a 28 giorni ≥ 10 MPa (secondo la prova prevista dalla UNI EN 196-1). Questa cenere volante viene anche chiamata cenere volante idraulica o HFA (Hidraulyc Fly Ash). La cenere calcarea viene indicata con la lettera W.

## Tipi di cemento alla cenere volante
Secondo la UNI EN 197/1 tra i tipi di cemento che contengono cenere volante ci sono:
- cemento Portland alle ceneri volanti:
  - CEM IIA-V: cenere volante silicica: 6-20%;
  - CEM IIB-V: cenere volante silicica: 21-35%;
  - CEM IIA-W: cenere volante calcica: 6-20%;
  - CEM IIB-W: cenere volante calcica: 21-35%.

## Conformità alla normativa
Le ceneri volanti ai fini dell'utilizzazione nel calcestruzzo come aggiunte tipo II (aggiunte pozzolaniche o ad attività idraulica latente) in parziale sostituzione del cemento devono essere conformi alla UNI EN 450-1 e provviste di marcatura CE.

Le ceneri non conformi alle UNI EN 450 ma conformi alle UNI EN 12620 (normativa sugli inerti per calcestruzzo) possono essere utilizzate nel calcestruzzo come filler (aggiunta di tipo I).

## Marcatura CE
La marcatura CE non rappresenta un marchio di qualità del prodotto ma sta a indicare che sono soddisfatti i requisiti essenziali previsti per quel prodotto e per l'impiego previsto.
Per le ceneri volanti è previsto un solo sistema di attestazione di conformità CE:
- livello 2+: è richiesta una dichiarazione di conformità CE di conformità alla norma UNI EN 450 (o UNI EN 12620 se utilizzata come inerte) rilasciata dal produttore accompagnata dalla certificazione del Controllo del processo di Fabbrica (Factory Control Production o FPC) rilasciata da un organismo notificato.

In genere, la marcatura CE avviene mediante l'apposizione di un'etichetta direttamente sui prodotti ovvero mediante stampa dell'etichetta sul documento di trasporto.
Il lay-out ed il contenuto di informazioni dell'etichetta vengono descritti nei punti successivi.

## Documentazione di accompagnamento
Ogni fornitura deve essere accompagnato dalla seguente documentazione:
- documento di trasporto (DDT);
- dichiarazione di conformità CE rilasciata dal produttore riportante almeno le seguenti indicazioni:
  - dati del costruttore e del legale rappresentante
  - nome dell'azienda produttrice
  - dati descrizioni generale del prodotto
  - indirizzo dello stabilimento
  - norme e direttive a cui il prodotto è conforme
  - numero dell'FPC
  - informazioni relative alla produzione es: n° matricola, lotto, partita, ultime due cifre dell'anno di produzione
  - data e firma autografa di chi la sottoscrive
- certificazione del Controllo del processo di Fabbrica rilasciato da un organismo notificato

Inoltre deve essere presente l'etichetta riportante il simbolo CE e i dati necessari, applicata sull'imballaggio o sul prodotto o sul DDT;

### Etichetta CE
L'etichetta con il simbolo di marcatura CE, nella versione semplificata deve riportare almeno le seguenti informazioni:
- marcatura di conformità CE, consistente nel simbolo «CE»
- numero di identificazione dell'Organismo di certificazione (es. 0123)
- nome o marchio identificativo e indirizzo del produttore
- ultime due cifre dell'anno in cui è stata applicata la marcatura (es. 10 per 2010)
- numero del certificato di conformità dell'FPC (es. 0123CPD).  Spesso tale numero è associato al precedente (es. 0123CPD-010)
- norma a cui il prodotto e conforme (UNI EN 450)

Nella forma estesa (metodo 3) l'etichetta può contenere:
- descrizione del prodotto
- informazioni sul prodotto e sulle caratteristiche rilevanti

La conformità CE della cenere volante utilizzata come aggiunta di tipo II è alla norma UNI EN 450 o, nel caso di utilizzo come aggiunta di tipo I, è alla norma UNI EN 12620

## Normativa
- ASTM C618 - Standard Specification for Coal Fly Ash and Raw or Calcined Natural Pozzolan for Use as a Mineral Admixture in Concrete
- UNI EN 450-1:2007, UNI EN 450-1:2012 - Ceneri volanti per calcestruzzo - Parte 1: Definizione, specificazioni e criteri di conformità